# 行方克巳
行方 克巳 （なめかた かつみ、1944年6月2日 - ）は、日本の俳人。千葉県出身。
1944年に八街町にて生まれる。1960年、母親の影響で短歌を作り始め、短歌・俳句の投稿を始める。1963年に千葉県立千葉高等学校を卒業、1968年に慶應義塾大学文学部国文科を卒業。大学では慶應義塾大学俳句研究会に所属し、清崎敏郎に師事。1968年より「若葉」に投句し、富安風生、清崎敏郎に学ぶ。1973年より慶應義塾中等部に勤務、30年以上にわたり教鞭を執る。「若葉」では艸魚賞、若葉賞を受賞。1987年、句集『知音』で第11回俳人協会新人賞を受賞。1996年、同門の西村和子と「知音」を創刊、共同で代表を務める。代表句に「生涯のいま午後何時鰯雲」がある。俳人協会評議員。虹色に染めた非常に個性的な頭髪をしている。

## 著書

### 句集
- 無言劇
- 知音
- 昆虫記
- 祭
- 阿修羅
- 地球ひとつぶ
- 季題別行方克巳句集

### 選句集
- セレクション俳人 行方克巳
- 現代俳句文庫 行方克巳

### 共著
- 名句鑑賞読本
- 名句鑑賞読本 藍の巻
- 名句鑑賞読本 茜の巻
- 秀句散策

### 共編著
- 季題別清崎敏郎集

## 参考
- 『セレクション俳人 行方克巳』邑書林、2006年06月、ISBN 978-4897094151
- 『現代俳句大事典』三省堂、ISBN 978-4-385-15421-3